# ASICS
ASICS — японська корпорація, яка є одним із лідерів із виробництва спортивного взуття й одягу. Також має модний напрямок під назвою Onitsuka Tiger.

## Історія
Історія компанії ASICS почалася в 1949 році в Японії. Кіхачіро Оніцука (яп. 鬼塚 喜八郎) задумався, як він може допомогти японській молоді в такий важкий для країни час. Рішення прийшло швидко, пан Оніцука вирішив створити спортивний бренд для всіх, щоб із допомогою спорту надихнути своїх співгромадян. Так народилася фірма Onitsuka Tiger.
У перший час свого існування компанія поставляла товар тільки на внутрішній ринок Японії й Китаю, і цим скористалися засновники корпорації Nike Філ Найт і Білл Бауерман, закуповуючи кросівки та перепродуючи їх у США. У 1977 році після розширення компанія Onitsuka Tiger була перейменована в ASICS — абревіатура від «Anima sana in corpore sano», що в перекладі з латини означає «В здоровому тілі здоровий дух». У місті Кобе був побудований науково-дослідний інститут спорту для вивчення й проектування взуття для бігу.
У 2022 фінансовому році Asics отримала 484,6 млрд єн чистого доходу від продажів і 19,9 млрд єн чистого прибутку. 53 % доходу компанії отримано від продажу кросівок для бігу, 20 % — від іншого взуття, 7 % — від одягу та спорядження, 9 % — від Onitsuka Tiger. 25 % продажів компанії припало на Японію, 22 % — на Північну Америку, 27 % — на Європу, 13 % — на Китай і 19 % — на інші регіони.
У 2021 році Asics запустила бренд Unoha (ウノハ), орієнтований на жінок. Бренд переважно продає свою продукцію онлайн і не використовує фізичні локації, окрім тимчасових спливаючих вікон, які з'являються по всій Японії. Окрім того, що Unoha — це бренд одягу для жінок, він також зобов'язався використовувати органічні та екологічно чисті матеріали у своїх виробах. Першою амбасадоркою бренду Unoha стала Харумі Сато.

### Відносини з компанією Nike
Компанія Nike, Inc. (спочатку відома як Blue Ribbon Sports) була заснована для продажу взуття Onitsuka Tiger у США. Коли Філ Найт відвідав Японію в 1963 році, невдовзі після закінчення Стенфордського університету, він був вражений взуттям Onitsuka Tiger і одразу ж відвідав офіс Onitsuka Tiger та попросив стати їхнім торговим агентом у США. Через кілька років стосунки розладналися, і обидві компанії подали один на одного до суду, при цьому Nike зберегла за собою права на назву кількох моделей взуття.

## Скандали
У березні 2017 року набула розголосу низка інцидентів на заводах у Камбоджі які збирають продукцію ASICS, Nike, Puma та VF Corporation. Протягом року понад 500 робітниць втрачали свідомість та були госпіталізовані через перевтому та дим на заводі, де вони працювали. За результатами розслідування компанія пообіцяла покращити систему вентиляції, а також провести тренування персоналу для підвищення рівня обізнаності правилам виробничої безпеки.
У березні 2021 року ASICS було звинувачено у використанні примусової праці уйгурів, залучених до виробництва бавовни в Сіньцзяні. В той час, як інші бренди, яких торкнувся скандал, заявили про припинення постачань з регіону, ASICS оголосила, що продовжить закуповувати бавовну вирощену у китайській провінції. Однак, вже через декілька днів компанія спростувала попереднє повідомлення, пояснюючи його ініціативою виключно свого китайського офісу, яка не відповідає позиції компанії.

## Рекламне спонсорство
- Крістоф Леметр[13]
- Райан Хол — американський бігун на довгі дистанції, єдиний білий марафонець, має результат у марафоні краще 2:05:00 (2:04:58 у Бостоні, 2011)
- Мара Ямаучи
- Лоло Джонс